# Mitt liv i stadshuset
Mitt liv i stadshuset är ett 673 sidor stort stadshistoriskt bokverk i två volymer om Stockholms stads moderna historia, publicerat 1977 och författat av det mångåriga borgarrådet och stadskollegieordföranden fil. dr. Yngve Larsson.
Verket skrevs under Larssons sista år, och kom även att bli hans självbiografi. Han avslutade verket ett par veckor före sin bortgång 1977, just 96 år fyllda. Verket ingår i serien Monografier utgivna av Stockholms stad, som den kommunalpolitiska delen av samlingsverket Stockholms utveckling under de senaste hundra åren, beställd av Stockholms stadsfullmäktige 1954.
De båda volymerna har publicerats av Stockholmia förlag.

## Mottagande
Volymerna har tillsammans med Larssons tidigare historiska verk om Stockholm, På marsch mot demokratin - Från hundragradig skala till allmän rösträtt, 1900-1920 (1967) kallats en "monumental trilogi", och:
| ”                                             | ett monument över en epok i Stockholms historia, då stadens styresmän ställdes inför problemen att anpassa utvecklingen till en expansion av tidigare inte anade mått. | „ |
| – Stockholms stadskollegiums Handbokskommitté | |   |

Mitt liv i stadshuset recenserades bland annat av den mångårige stadsbyggnadsdirektören i Stockholm, Göran Sidenbladh, i Samfundet S:t Eriks årsbok 1979, samt av Erich Hoffmann i Hansische Geschichtsblätter.

## Innehåll

### Första delen
I Första delen: Från fåvälde till demokratisk ordning (1900-1954) skildras kommunalpolitiken och dess arbetsresultat, från det sekelskiftet 1900 fram till mitten av 1900-talet. Boken inleds med en fördjupad analys av det centrala organisationsproblem den växande storstaden ärvt från 1800-talets enklare kommunala ordning och tar upp de förändringar som Stockholms författningsreform 1920 medfört: Bildandet av en verklig regering, stadskollegium och borgarråd. Den första volymen avslutas med en redogörelse för de kommunala valen, de politiska partierna, deras program och ofta dramatiska mellanhavanden.

### Andra delen
I Andra delen: I tjänst hos denna stolta stad (1920-1954) återger han sina erfarenheter vid den nya författningens tillämpning, med särskild hänsyn till de fortsatta författningsdebatterna och Stockholms författningsreform 1940. I boken avhandlas spårvägens kommunalisering, invigningen av Stockholms Stadshus, regleringen av Slussen, broarna över Mälaren, beslutet om Stockholms tunnelbana, Norrmalmsregleringen och Larssons personliga öden i stadens tjänst.